# Edward Malm
Edvard (Edward) Magnus Samuel Malm, född 20 augusti 1899 i Bäve församling i Göteborgs och Bohus län, död 23 maj 1983 i Salems församling i Stockholms län, var en svensk militär.

## Biografi
Malm avlade studentexamen 1918. Han avlade officersexamen vid Krigsskolan 1921 och utnämndes samma år till fänrik vid Svea artilleriregemente, där han befordrades till löjtnant 1925. Han gick Allmänna artillerikursen vid Artilleri- och ingenjörhögskolan 1922–1923 och Högre artillerikursen där 1924–1926. Han tjänstgjorde vid Artilleristaben 1927–1928 och vid Svea artilleriregemente 1928–1930 samt gick kurs för vapenofficerare 1930 och erhöll luftvärnsutbildning. Åren 1931–1933 studerade han vid Tekniska högskolan i Stockholm. Därefter tjänstgjorde han vid Arméförvaltningen 1933–1943: som kontrollofficer vid Kontrollavdelningen i Militärbyrån i Artilleridepartementet 1933–1936, i Pjäs- och instrumentavdelningen i 1. materielbyrån i Tygdepartementet 1936–1940, som chef för och föredragande i Industribyrån i Tygdepartementet 1940–1941 och som chef för Underhållsbyrån i Tygdepartementet 1941–1943. Han befordrades till kapten 1935, inträdde 1936 i Fälttygkåren, gick tygofficerskurs 1940 och befordrades till major 1941. År 1943 befordrades han till överstelöjtnant, varpå han tjänstgjorde vid Östgöta luftvärnsregemente 1943–1945. Han tjänstgjorde 1945–1948 vid Luftvärnsavdelningen i Arméinspektionen i Arméstaben, varpå han 1948–1949 var assistent vid Vapenbyrån i Tygavdelningen i Arméförvaltningen. År 1949 befordrades han till överste, varefter han var chef för Stockholms luftvärnsregemente 1949–1956 och fälttygmästare vid Armétygförvaltningen 1956–1959. Han befordrades 1959 till generalmajor, varpå han var generalfälttygmästare och chef för Fälttygkåren 1959–1964. Han var souschef vid Armétygförvaltningen 1959–1963 och chef för samma myndighet 1963–1964. I egenskap av souschef och chef för Armétygförvaltningen var han ledamot av Försvarets förvaltningsdirektion 1959–1964. Han var ledamot av styrelsen för Försvarets forskningsanstalt 1957–1964 och ordförande i Försvarets centrala företagsnämnd 1960–1964. År 1964 inträdde Malm som generallöjtnant i reserven.

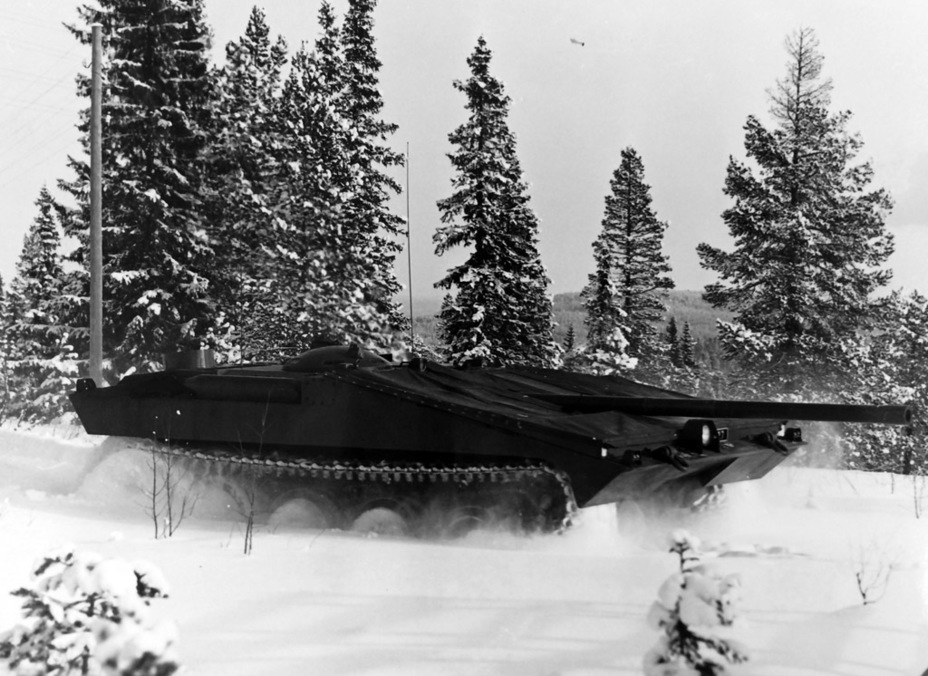
Edward Malm deltog aktivt i förhandlingarna inför inköpet av stridsvagn 103.

”Som nytillträdd generalfälttygmästare ställdes Edward Malm inför anskaffningsuppgifter, som både tekniskt och ekonomiskt var mera omfattande än dem hans företrädare haft att lösa. Denna omfattande anskaffningsverksamhet hade föranletts av 1958 års riksdagsbeslut, att Arméns utrustning snarast skulle i avsevärd omfattning förstärkas med vapensystem, som en potentiell angripare ej skulle ha möjlighet att enkelt slå ut med hjälp av taktiska kärnvapen. Det gällde bl a att få fram stridsfordon av nya slag, främst en ny stridsvagn, en pansrad, bandgående, långskjutande artilleripjäs och ett nytt, relativt välbeväpnat fordon för pansarinfanteriet. Malm var de stora uppgifterna väl vuxen. Hans kraftfulla gestalt visade sig motsvaras av en arbetsförmåga och ett mod att fatta svåra beslut, som gick långt utöver det vanliga. Målmedvetet byggde han ut sina kunskaper inom de berörda teknikområdena. Då det gällde de tidigare nämnda, nya stridsfordonen, som han fick ansvaret för, nöjde han sig inte med de kunskaper och erfarenheter, som stod till buds inom landet. Mer än någon av hans företrädare tog han sig tid att studera utvecklingen på andra håll och att på egen hand diskutera viktiga problem med utländsk expertis. I de avgörande förhandlingarna med berörda industriföretag inför serieanskaffningen av de nya stridsfordonen tog Edward Malm personligen en mycket aktiv del. Det har omvittnats, att han av företagen uppfattades som en hård förhandlare. Särskilt framträdde detta i slutförhandlingen om serieavtalet för den nya stridsvagnen, stridsvagn S (strv 103), som AB Bofors skulle tillverka [...]. Det lär ha väckt oro och bestörtning på flera håll inom företaget, när Malm i enskild förhandling med företagsledningen om denna den största enskilda beställningen i såväl Armétygförvaltningens som i AB Bofors' historia lyckades göra upp om ett seriepris, som låg betydligt under det offererade. Det beredde också Malm en stor tillfredsställelse [...] att flera år efteråt få erfara, att detta avtal, som till en början uppfattats som pressat, blev mycket gagnerikt även för företaget, därigenom att det, för att det skulle bli lönsamt, framtvingade en rationalisering av tillverkningsprocessen i en grad, som tidigare inte ansetts vara möjlig.”
Edward Malm invaldes 1945 som ledamot av Kungliga Krigsvetenskapsakademien.

### Familj
Edward Malm var son till Olof Malm och Thomasine Ulrika Barnekow. Han gifte sig 1924 med Louise Arfwedson (1902–1983). Makarna Malm är begravda på Djursholms begravningsplats.

## Utmärkelser
- Riddare av första klass av Svärdsorden, 1941.[11]
- Riddare av Vasaorden, 1946.[12]
- Kommendör av Svärdsorden, 23 november 1953.[13]
- Kommendör av första klass av Svärdsorden, 6 juni 1956.[14]